# Bahama's op de Olympische Zomerspelen 2004
Bahama's nam deel aan de Olympische Zomerspelen 2004 in Athene, Griekenland. Net als tijdens de vorige editie won het twee medailles, waarvan één keer goud.

## Medailleoverzicht
| Sport    | Olympiër                 | Discipline | Medaille |
| -------- | ------------------------ | ---------- | -------- |
| Atletiek | Tonique Williams-Darling | 400 m (v)  | Goud     |
| Atletiek | Debbie Ferguson          | 200 m (v)  | Brons    |

## Deelnemers

### Atletiek
| Olympiër                                                                   | Discipline             | Resultaat | Prestatie                                                                                       |
| -------------------------------------------------------------------------- | ---------------------- | --------- | ----------------------------------------------------------------------------------------------- |
| Dominic Demeritte                                                          | 200m (m)               | 17e       | serie 5: 1e in 20,62 kwartfinale 3: 6e in 20,61                                                 |
| Dominic Demeritte                                                          | 400m (m)               | 11e       | serie 2: 1e in 45,09 halve finale 2: 3e in 45,31                                                |
| Chris Brown Aaron Cleare Dennis Darling Nathaniel McKinney Andrae Williams | 4x400m (m)             | 6e        | serie 2: 3e in 3.01,74 finale: 6e in 3.01,88                                                    |
| Osbourne Moxey                                                             | verspringen (m)        | 21e       | kwalificatie groep B: 10e met 7,81m                                                             |
| Leevan Sands                                                               | hink-stap-springen (m) | 27e       | kwalificatie groep A: 14e met 16,35m                                                            |
|                                                                            |                        |           |                                                                                                 |
| Debbie Ferguson                                                            | 100m (v)               | 17e       | serie 1: 3e in 11,30 kwartfinale 2: 3e in 11,16 halve finale 1: 4e in 11,04 finale: 7e in 11,16 |
| Chandra Sturrup                                                            | 100m (v)               | 25e       | serie 4: 3e in 11,37 kwartfinale 1: 7e in 11,46                                                 |
| Debbie Ferguson                                                            | 200m (v)               | Brons     | serie 7: 1e in 22,57 kwartfinale 1: 2e in 22,53 halve finale 2: 4e in 22,49 finale: 3e in 22,30 |
| Christine Amertil                                                          | 400m (v)               | 7e        | serie 6: 2e in 50,23 halve finale 1: 2e in 50,17 finale: 7e in 50,37                            |
| Tonique Williams                                                           | 400m (v)               | Goud      | serie 5: 1e in 51,20 halve finale 2: 1e in 50,00 finale: 1e in 49,42                            |
| Shandria Brown Tamicka Clarke Debbie Ferguson Chandra Sturrup              | 4x100m (v)             | 4e        | serie 1: 2e in 43,02 finale: 4e in 42,69                                                        |
| Jackie Edwards                                                             | verspringen (v)        | 14e       | kwalificatie groep A: 10e met 6,53m                                                             |
| Jackie Edwards                                                             | speerwerpen (v)        | 6e        | kwalificatie groep B: 2e met 62,11m (SB) finale: 6e met 62,77 (SB)                              |

### Tennis
| Olympiër                   | Discipline     | Resultaat | Prestatie                                    |
| -------------------------- | -------------- | --------- | -------------------------------------------- |
| Mark Knowles Mark Merklein | dubbelspel (m) | 17e       | 1e ronde: V van CHI González/Massú: 5-7, 4-6 |

### Zwemmen
| Olympiër         | Discipline           | Resultaat | Prestatie                 |
| ---------------- | -------------------- | --------- | ------------------------- |
| Chris Vythoulkas | 100m rugslag (m)     | 38e       | serie 1: 1e in 58,31 (NR) |
| Nicholas Rees    | 100m vlinderslag (m) | 50e       | serie 2: 3e in 56,39      |
| Jeremy Knowles   | 200m vlinderslag (m) | 20e       | serie 3: 7e in 1.59,32    |
| Jeremy Knowles   | 200m wisselslag (m)  | 30e       | serie 4: 6e in 2.04,22    |
| Jeremy Knowles   | 400m wisselslag (m)  | 21e       | serie 2: 3e in 4.23,29    |
|                  |                      |           |                           |
| Nikia Deveaux    | 50m vrije slag (v)   | 45e       | serie 5: 7e in 27,36      |

Afghanistan · Albanië · Algerije · Amerikaanse Maagdeneilanden · Amerikaans-Samoa · Andorra · Angola · Antigua en Barbuda · Argentinië · Armenië · Aruba · Australië · Azerbeidzjan · Bahama's · Bahrein · Bangladesh · Barbados · België · Belize · Benin · Bermuda · Bhutan · Bolivia · Bosnië en Herzegovina · Botswana · Brazilië · Britse Maagdeneilanden · Brunei · Bulgarije · Burkina Faso · Burundi · Cambodja · Canada · Centraal-Afrikaanse Republiek · Chili · China · Chinees Taipei · Colombia · Comoren · Congo-Brazzaville · Congo-Kinshasa · Cookeilanden · Costa Rica · Cuba · Cyprus · Denemarken · Djibouti · Dominica · Dominicaanse Republiek · Duitsland · Ecuador · Egypte · El Salvador · Equatoriaal-Guinea · Eritrea · Estland · Ethiopië · Fiji · Filipijnen · Finland · Frankrijk · Gabon · Gambia · Georgië · Ghana · Grenada · Griekenland · Groot-Brittannië · Guam · Guatemala · Guinee · Guinee‑Bissau · Guyana · Haïti · Honduras · Hongarije · Hongkong · Ierland · IJsland · India · Indonesië · Irak · Iran · Israël · Italië · Ivoorkust · Jamaica · Japan · Jemen · Jordanië · Kaaimaneilanden · Kaapverdië · Kameroen · Kazachstan · Kenia · Kirgizië · Kiribati · Koeweit · Kroatië · Laos · Lesotho · Letland · Libanon · Liberia · Libië · Liechtenstein · Litouwen · Luxemburg · Macedonië · Madagaskar · Malawi · Malediven · Maleisië · Mali · Malta · Marokko · Mauritanië · Mauritius · Mexico · Micronesië · Moldavië · Monaco · Mongolië · Mozambique · Myanmar · Namibië · Nauru · Nederland · Nederlandse Antillen · Nepal · Nicaragua · Nieuw-Zeeland · Niger · Nigeria · Noord-Korea · Noorwegen · Oeganda · Oekraïne · Oezbekistan · Oman · Oostenrijk · Oost‑Timor · Pakistan · Palau · Palestina · Panama · Papoea-Nieuw-Guinea · Paraguay · Peru · Polen · Portugal · Puerto Rico · Qatar · Roemenië · Rusland · Rwanda · Saint Kitts en Nevis · Saint Lucia · Saint Vincent en Grenadines · Salomonseilanden · Samoa · San Marino · Sao Tomé en Principe · Saoedi-Arabië · Senegal · Servië en Montenegro · Seychellen · Sierra Leone · Singapore · Slovenië · Slowakije · Soedan · Somalië · Spanje · Sri Lanka · Suriname · Swaziland · Syrië · Tadzjikistan · Tanzania · Thailand · Togo · Tonga · Trinidad en Tobago · Tsjaad · Tsjechië · Tunesië · Turkije · Turkmenistan · Uruguay · Vanuatu · Venezuela · Verenigde Arabische Emiraten · Verenigde Staten · Vietnam · Wit-Rusland · Zambia · Zimbabwe · Zuid-Afrika · Zuid-Korea · Zweden · Zwitserland